# Każda chwila
Każda chwila – szósty album Antoniny Krzysztoń wydany w 1998 roku.

## Lista utworów
1. "Po burzy - śpiew" muz. Antonina Krzysztoń, Mieczysław Litwiński
2. 'Przejście przez górę' muz. Leszek Możdżer
3. 'Rozważania nad rzeką' muz. Kuba
4. 'Promienie słońca' muz. Antonina Krzysztoń
5. 'Tatuś, ja tobie zagram' muz. Joszko Broda
6. 'W ciemnościach ciebie szukam' muz. Mieczysław Litwiński
7. 'Nad morzem świt' muz. Antonina Krzysztoń, Kuba
8. 'W zwykłym drewnianym domu' muz. Antonina Krzysztoń
9. 'Jej uśmiech' muz. Marcin Pospieszalski
10. 'I ujrzał Ewę' muz. Andrzej Pierończyk
11. 'Prośba o...' muz. Antonina Krzysztoń, Kuba